# Haltere la Jocurile Olimpice de vară din 2020 - feminin +87 kg
Proba de haltere categoria +87 de kg feminin de la Jocurile Olimpice de vară din 2020 de la Tokyo a avut loc la data de 2 august 2021, la Tokyo International Forum.

## Program
Orele sunt ora Japoniei (UTC+9) 
| Data                | Timp  | Etapă   |
| ------------------- | ----- | ------- |
| Luni, 2 august 2021 | 19:50 | Grupa A |

## Rezultate
| Loc | Sportivă                 | Țară                       | Grupă | Greutate | Smuls (kg) | Smuls (kg) | Smuls (kg) | Smuls (kg)         | Aruncat (kg) | Aruncat (kg) | Aruncat (kg) | Aruncat (kg)       | Total              |
| Loc | Sportivă                 | Țară                       | Grupă | Greutate | 1          | 2          | 3          | Rezultat           | 1            | 2            | 3            | Rezultat           | Total              |
| --- | ------------------------ | -------------------------- | ----- | -------- | ---------- | ---------- | ---------- | ------------------ | ------------ | ------------ | ------------ | ------------------ | ------------------ |
| 1   | Li Wenwen                | China                      | A     | 150,10   | 130        | 135        | 140        | 140 Record olimpic | 162          | 173          | 180          | 180 Record olimpic | 320 Record olimpic |
| 2   | Emily Campbell           | Marea Britanie             | A     | 124,80   | 118        | 122        | 122        | 122                | 150          | 156          | 161          | 161                | 283                |
| 3   | Sarah Robles             | Statele Unite ale Americii | A     | 148,30   | 120        | 125        | 128        | 128                | 150          | 154          | 157          | 154                | 282                |
| 4   | Lee Seon-mi              | Coreea de Sud              | A     | 118,90   | 118        | 122        | 125        | 125                | 148          | 152          | 155          | 152                | 277                |
| 5   | Nurul Akmal              | Indonezia                  | A     | 113,55   | 107        | 111        | 115        | 115                | 141          | 151          | 154          | 141                | 256                |
| 6   | Charisma Amoe-Tarrant    | Australia                  | A     | 154,05   | 95         | 100        | 105        | 105                | 123          | 128          | 138          | 138                | 243                |
| 7   | Verónica Saladín         | Republica Dominicană       | A     | 126,20   | 105        | 111        | 116        | 111                | 125          | 131          | –            | 131                | 242                |
| 8   | Kuinini Manumua          | Tonga                      | A     | 108,50   | 100        | 103        | 106        | 103                | 125          | 125          | 128          | 125                | 228                |
| 9   | Eyurkenia Duverger       | Cuba                       | B     | 103,65   | 96         | 100        | 100        | 96                 | 120          | 124          | 129          | 129                | 225                |
| 10  | Sarah Fischer            | Austria                    | A     | 93,35    | 93         | 97         | 97         | 97                 | 117          | 123          | 123          | 123                | 220                |
| 11  | Anna Van Bellinghen      | Belgia                     | B     | 87,10    | 96         | 100        | 100        | 96                 | 115          | 119          | 123          | 123                | 219                |
| 12  | Erdenebatyn Bilegsaikhan | Mongolia                   | B     |          | 80         | 85         | 87         | 85                 | 115          | 120          | 122          | 122                | 207                |
| 13  | Scarleth Ucelo           | Guatemala                  | B     | 113,50   | 86         | 87         | 87         | 87                 | 107          | 112          | 116          | 116                | 203                |
| –   | Laurel Hubbard           | Noua Zeelandă              | A     | 146,70   | 120        | 125        | 125        | –                  | –            | –            | –            | –                  | –                  |